# Boowentaarpen

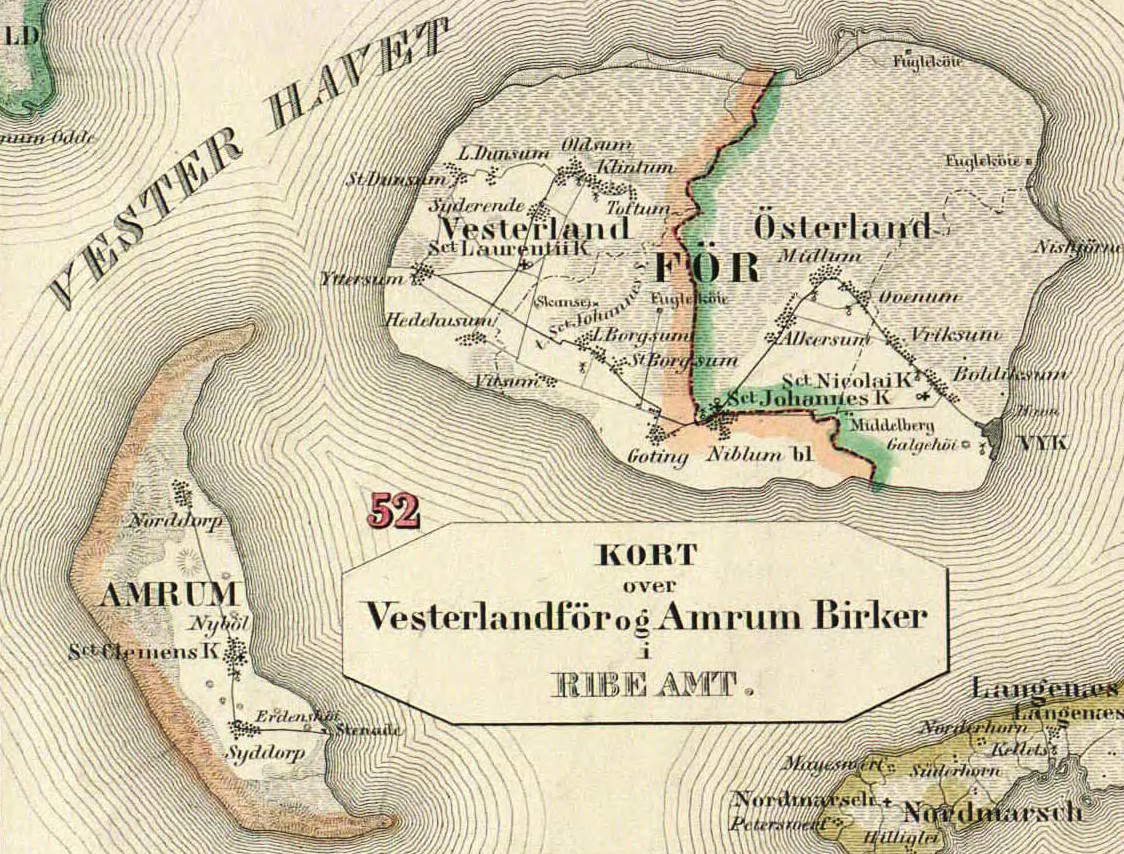
Die Orte Goting, Witsum, Borgsum und Nieblum in Westerland-Föhr

Boowentaarpen (Föhrer Friesisch für Oberdörfer) bezeichnet die im Süden Föhrs gelegenen Ortschaften Goting, Witsum, Borgsum und den südlichen Teil von Nieblum. Diese stellten kommunal- und landesrechtlich eine Besonderheit dar, da sie bis zum Deutsch-Dänischen Krieg 1864 staatsrechtlich als Teil Westerland-Föhrs zu den königlichen Enklaven und somit unmittelbar zum Königreich Dänemark gehörten. Entsprechend galt auch dänisches Recht. Kirchlich gehörten sie jedoch zum Kirchspiel Sankt Johannis in Osterland-Föhr, das zum dänischen Herzogtum Schleswig mit entsprechend schleswigschen Kirchen- und Schulrecht gehörte. Die Orte gehörten somit politisch unmittelbar zu Dänemark, kirchlich aber nur mittelbar. Das in den Boowentaarpen gesprochene Föhrer Nordfriesisch wird auch als Boowentaareps bezeichnet.